# جنیفر بارت
جنیفر بارت (انگلیسی: Jennifer Barrett؛ زادهٔ) ورزشکار ورزش دو و میدانی و از برندگان مدال طلا پارالمپیک اهل ایالات متحده آمریکا است.